# ميريام إسرائيلي
ميريام إسرائيلي (بالإنجليزية: Miriam Israeli)‏ (1966)؛ مؤلِّفة وشاعِرة غنائية وروائية أمريكية.

## روابط خارجية
- ميريام إسرائيلي على موقع ميوزك برينز (الإنجليزية)
- ميريام إسرائيلي على موقع أول ميوزيك (الإنجليزية)